# Carmen Farala
Carmen  Farala, nome artístico de Daniel Mora (Sevilha, 4 de novembro de 1989), é uma drag queen espanhola. É conhecida por ter obtido o título de Superestrella Drag de Espanha na primeira temporada do concurso televisivo Drag Race España, franquia espanhola do programa norte-americano RuPaul's Drag Race.

## Carreira
Carmen Farala reside em Madrid e tem uma carreira com mais de 12 anos no mundo do espectáculo, sendo membro do trio Las Hermanas Farala (As Irmãs Farala), ao lado de Bárbara e Vera Farala. O seu nome artístico provem de um famoso anúncio publicitário televisivo dos finais dos anos 80 que publicitava o perfume Farala.
Em 2017, Las Hermanas Farala publicaram o single «If I don´t have you», cujo videoclip foi dirigido por Salva Musté.
Em 2022, desenhou os vestuários para a cantora Chanel Terrero que utilizou na semifinal e final do Benidorm Fest. Em agosto do mesmo ano publicou o seu primeiro single a solo, «Pantera», composto por Leroy Sanchez e com videoclip dirigido também por Salva Musté.

## Discografia

### Singles
- If I don´t have you (2017) com Las Hermanas Farala[8]
- Divas (Las Metal Donnas Version) (2021) com o elenco de Drag Race España

- Pantera (2022)

## Filmografia
| Ano  | Título                          | Notas                   |
| ---- | ------------------------------- | ----------------------- |
| 2021 | Drag Race España                | Concorrente e Vencedora |
| 2022 | Maestros de la costura          |                         |
|      | La que se avecina               | Participação especial   |
| 2024 | Maestro de la costura Celebrity | Concorrente             |

| Ano  | Título                                    | Notas     |
| ---- | ----------------------------------------- | --------- |
| 2021 | CoverGirl by XMAG                         | Convidada |
| 2021 | Secretos de Belleza by Vogue España       | Convidada |
| 2022 | Los Replicantes                           | Convidada |
| 2022 | 17 tips by Glamour México y Latinoamérica | Convidada |
| 2022 | 10 Esenciales by GQ España                | Convidada |

## Prémios e Nomeações
| Ano  | Prémio           | Categoria                               | Resultado |
| ---- | ---------------- | --------------------------------------- | --------- |
| 2021 | Drag Race España | Superestrella Drag de España            | Vencedora |
| 2022 | The WOWIE Awards | Best TikTok Award (The Duet Diva Award) | Nomeada   |

## Links externos
- MEET THE QUEENS: Carmen Farala | Drag Race España no YouTube